# Cirolanoniscus willeyi
Cirolanoniscus willeyi là một loài chân đều trong họ Cabiropidae. Loài này được Pillai miêu tả khoa học năm 1966.